# Caravan (film 1971)
Caravan è un film del 1971 diretto da Nasir Hussein.

## Colonna sonora
1. Asha Bhosle – Ab Jo Mile Hain To
2. Mohammed Rafi, Lata Mangeshkar – Chadti Jawani Meri Chaal Mastani
3. Asha Bhosle – Daiya Yeh Main Kahan
4. Lata Mangeshkar – Dilbar Dil Se Pyare
5. Mohammad Rafi, Asha Bhosle – Goria Kahan Tera Desh
6. Kishore Kumar – Hum To Hain Rahi Dil Ke
7. Mohammad Rafi, Lata Mangeshkar – Kitna Pyara Wada Hai
8. Asha Bhosle – Piya Tu Ab To Aaja